# Clamp

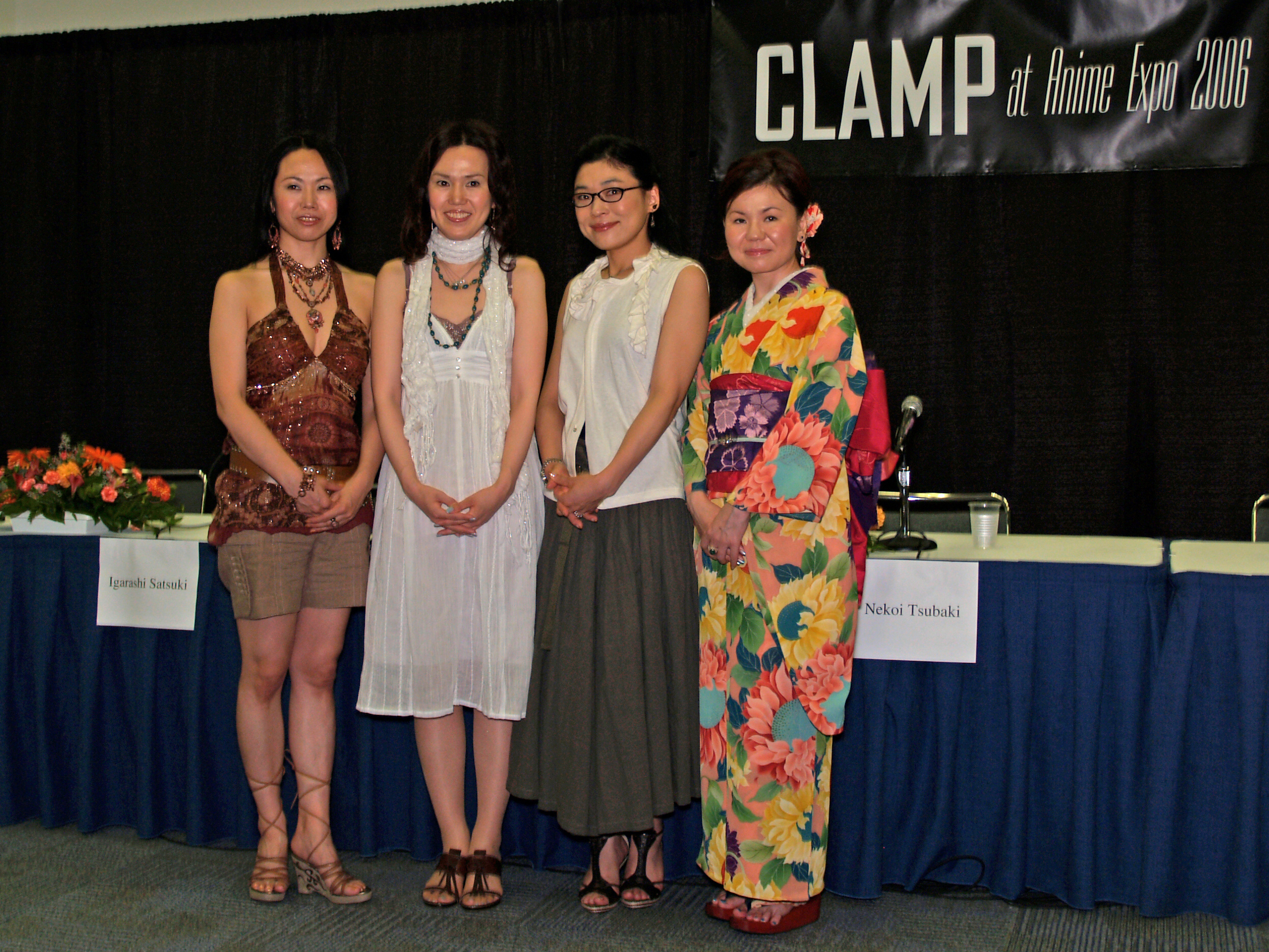
Clamp na Anime Expo 2006. Od lewej: Satsuki Igarashi, Nanase Ohkawa, Tsubaki Nekoi, Mokona. Zdjęcie zrobione przez John (Phoenix) Brown

Clamp – japońska grupa twórczyń mangi, która została założona w latach 80. Wiele ich mang doczekało się realizacji anime. Na całym świecie zostało sprzedanych prawie 100 milionów egzemplarzy mang Clampu.
Grupa Clamp oryginalnie powstała w 1987 jako jedenastoosobowa grupa dōjinshi. Początkowo do zespołu, wliczając w to panie stanowiące grupę do dzisiaj, należeli Tamayo Akiyama, Soushi Hishika, O-Kyon, Kazue Nakamori, Sei Nanao, Shinya Ohmi i Leeza Sei. W 1989 r. liczba osób zmniejszyła się z jedenastu do siedmiu. W 1993 r. grupę opuścili Tamayo Akiyama, Sei Nanao i Leeza Sei pozostawiając cztery osoby w składzie niezmienionym do dziś. Liderką grupy jest Nanase Ohkawa, która zajmuje się adaptacją mang oraz nakreśla scenariusz oraz fabułę do wszystkich prac. Rola pozostałej trójki: Mokona (もこな Mokona), Tsubaki Nekoi (猫井 椿 Nekoi Tsubaki) i Satsuki Igarashi (いがらし 寒月 Igarashi Satsuki) w zależności od produkcji zmienia się.

## Obecni członkowie grupy

### Nanase Ōkawa
Nanase Ōkawa (jap. 大川七瀬 Ōkawa Nanase). W 2006 razem z pozostałą trójką artystek zmieniła ona imię na Ageha Ōkawa (jap. 大川緋芭 Ōkawa Ageha), później jednak z powrotem wróciła do swojego imienia.
- Urodzona: 2 maja 1967 w Osace

Ohkawa jest przywódczynią grupy i scenarzystką. Prowadzi negocjacje z redaktorami i czasami pisze scenariusz do animowanej wersji ich mangi.

### Mokona
Mokona (jap. もこな Mokona), wcześniej Mokona Apapa (jap. もこなあぱぱ Mokona Apapa)
- Urodzona: 16 czerwca 1968 w Kioto

Mokona jest główną rysowniczką większości historii i parę razy była też zastępczynią podczas projektowania. Jej styl rysowania jest znakiem rozpoznawczym studia. Jest dawczynią imienia dla stworzonka Mokony, które pierwszy raz pojawia się w mandze Magic Knight Rayearth a potem także w Tsubasa Reservoir Chronicle i ×××HOLiC.

### Tsubaki Nekoi
Tsubaki Nekoi (jap. 猫井　椿 Nekoi Tsubaki), wcześniej Mick Nekoi (jap. 猫井みっく Nekoi Mikku)
- Urodzona: 21 stycznia 1969 w Kioto

Nekoi jest najczęściej asystentką Mokony, ale jest także główną rysowniczką dla paru serii (Watashi no Suki na Hito, Wish, Suki. Dakara Suki, Legal Drug). Jej rolą jest rysowanie postaci Super Deformed (SD) oraz maskotek. Wykonuje projekty postaci na zmianę z Mokoną.

### Satsuki Igarashi
Satsuki Igarashi (jap. いがらし寒月 Igarashi Satsuki), wcześniej Satsuki Igarashi (jap. 五十嵐さつき Igarashi Satsuki)
- Urodzona: 9 lutego 1969 w Kioto

Satsuki jest asystentką Mokony i Nekoi w ich pracach, oraz jest asystentką Nanase przy pisaniu wątków pobocznych. Ma swój kącik w comiesięcznym magazynie Kadokawa Newtype.

## Zmiana imion
Ich imiona są całkiem nowe: w 2006 r., jako część obchodów 20. rocznicy istnienia Clamp, członkinie zmieniły swoje imiona na Ageha Ohkawa, Mokona, Tsubaki Nekoi i Satsuki Igarashi (wymawiane tak samo, ale inaczej zapisane). W sierpniowym wydaniu Newtype USA z 2006 r., magazynu specjalizującego się w przekazywaniu wieści ze świata mangi i anime, zostało napisane, że panie po prostu chciały wypróbować nowe imiona. Późniejszy wywiad z Ohkawą zdradził, że z początku Mokona chciała porzucić swoje imię, ponieważ jak dla niej brzmiało zbyt niedojrzale, podczas gdy Nekoi nie lubiła ludzi komentujących, że jej imię jest takie samo jak Micka Jaggera. Ohkawa i Igarashi poszły za pomysłem Nekoi i Mokony, i także zmieniły swoje imiona.

## Prace grupy Clamp

### Prace wstrzymane i aktualnie realizowane
| Od   | Do | Tytuł angielski | ukazywał się w | Status     | liczba tomów              |
| ---- | -- | --------------- | -------------- | ---------- | ------------------------- |
| 1992 | —  | X               | „Gekkan Asuka” | wstrzymana | 18                        |
| 1997 |    | Clover          | Amie           | wstrzymana | 4                         |
| 2000 | —  | Gōhō Drug       | „Gekkan Asuka” | wstrzymana | 3                         |
| 2011 | —  | Gate 7          | Jump SQ.       | wstrzymana | 4                         |
| 2011 | —  | Drug & Drop     | Young Ace      | wstrzymana | 2 (kontynuacja Gōhō Drug) |

### Skończone prace
| Od   | Do   | Tytuł angielski                            | ukazywał się w                       | Status    | liczba tomów | Źródło      |
| ---- | ---- | ------------------------------------------ | ------------------------------------ | --------- | ------------ | ----------- |
| 1990 | 1991 | 20 mensō ni onegai!!                       | Newtype                              | ukończony | 2            |             |
| 1990 | 1996 | RG Veda                                    | Wings                                | ukończona | 10           |             |
| 1990 | 1993 | Tōkyō Babylon                              | Wings                                | ukończona | 7            |             |
| 1992 | 1993 | Clamp Gakuen tanteidan                     | „Gekkan Asuka”                       | ukończona | 3            |             |
| 1992 | 1993 | Gakuen tokkei Duklyon                      | Newtype 100% Comics                  | ukończona | 2            |             |
| 1992 | 1992 | Opowieści o Białej Księżniczce             | Gekkan Asuka                         | ukończona | 1            |             |
| 1992 | 1994 | Shin Shunkaden                             | Serie Mystery - Special              | ukończona | 1            |             |
| 1993 | 1995 | Wojowniczki z Krainy Marzeń                | Nakayoshi                            | ukończona | 6            |             |
| 1993 | 1995 | Fushigi no kuni no Miyuki-chan             | Newtype                              | ukończona | 1            |             |
| 1995 | 1995 | Watashi no suki na hito                    | Young Rose Comics DX                 | ukończona | 1            |             |
| 1996 | 2000 | Cardcaptor Sakura                          | Nakayoshi                            | ukończona | 12           |             |
| 1996 | 1998 | Wish                                       | „Gekkan Asuka”                       | ukończona | 4            |             |
| 1999 | 2001 | Angelic Layer                              | Gekkan Shōnen Ace                    | ukończona | 5            |             |
| 1999 | 2000 | Suki. Dakara suki                          | Gekkan Asuka                         | ukończona | 3            |             |
| 2001 | 2002 | Chobits                                    | Young Magazine                       | ukończona | 8            |             |
| 2003 | 2009 | Tsubasa: Reservoir Chronicle               | Shūkan Shōnen Magazine               | ukończona | 28           |             |
| 2003 | 2011 | ×××HOLiC                                   | Young Magazine                       | ukończona | 19           |             |
| 2005 | 2011 | Kobato.                                    | Gekkan Sunday Gene-X później Newtype | ukończona | 6            |             |
| 2013 | 2016 | ×××HOLiC: Rei                              | „Shūkan Young Magazine”              | ukończona | 4            | [ 2 ]       |
| 2014 | 2016 | Tsubasa - WoRLD CHRoNiCLE - niraikanai-hen | „Magazine Special”                   | ukończona | 3            | [ 3 ] [ 4 ] |
| 2017 | 2017 | High&Low g-sword                           | „Shūkan Shōnen Magazine”             | ukończona | 1            | [ 5 ] [ 6 ] |
| 2016 | 2023 | Cardcaptor Sakura: Clear Card              | „Nakayoshi”                          | ukończona | 16           | [ 7 ] [ 8 ] |

### Krótkie prace
Oto krótkie prace, które są publikowane tylko w miesięcznych magazynach i nigdy nie zostały wydane w formie mangi.
| rok wydania | Tytuł angielski                                  | ukazywał się w                             |
| ----------- | ------------------------------------------------ | ------------------------------------------ |
| 1989        | Tenshi no Bodyguard                              | Kobunsha Val Pretty                        |
| 1990        | Shiawase ni Naritai                              | Fusion Product Genki Tokuhon               |
| 1990        | Tenku Senki Shurato Original Memory: Dreamer     | Kadokawa Newtype Comic Genki no Moto       |
| 1990        | Koi wa Tenka no Mawarimono                       | Hakusensha Series                          |
| 1994        | Left Hand                                        | Shinshokan South Summer                    |
| 1994        | Sohryuden: The Dragon Kings in the city of water | Kadokawa Gekkan Mystery DX                 |
| 1996        | Yumegari                                         | Kadokawa Gekkan Asuka                      |
| 2002        | Ano hi wo shiru mono wa saiwai de Aru            | Kodansha Young Magazine Zoukan: Sports Sou |
| 2002        | Murikuri                                         | Kodansha Young Magazine                    |
| 2008        | Washizu                                          | Gekkan Kindai Mahjong Original             |

### Wspólne prace
| Tytuł angielski                               | współtwórca            | wkład                                 | Źródło        |
| --------------------------------------------- | ---------------------- | ------------------------------------- | ------------- |
| Clamp Gakuen kaikigenshō kenkyūkai jiken Fair | Tomiyuki Matsumoto     | Ilustracje do mangi i scenariusz      |               |
| Code Geass: Lelouch of the Rebellion          | Sunrise                | Projekt postaci                       |               |
| Koi                                           | Takeshi Okazaki        | Scenariusz mangi                      |               |
| Night Head                                    | George Iida            | Ilustracje powieści (2 tomy)          |               |
| Oshiroi chōchō (jap. おしろい蝶々)            | Nanami Kamon           | Ilustracje                            | [ 9 ]         |
| Rex: A Dinosaur Story                         | Hata Masanori          | Ilustracje mangi i scenariusz (1 tom) |               |
| Sōryūden (jap. 創竜伝)                        | Yoshiki Tanaka         | Ilustracje powieści (12 tomów)        |               |
| Sweet Valerian                                | Madhouse               | Projekt postaci                       | [ 10 ]        |
| Majokan series (jap. 魔女館シリーズ)          | Yōko Tsukumo           | ilustracje                            |               |
| Kabukibu! (jap. カブキブ！)                   | Chizu Kamiko, Yūri Eda | Projekty postaci                      | [ 11 ] [ 12 ] |

## Clamp w Polsce

### Mangi
| Tytuł                          | liczba tomów | wydawnictwo                                                     |
| ------------------------------ | ------------ | --------------------------------------------------------------- |
| Chobits                        | 8            | Japonica Polonica Fantastica                                    |
| Wish                           | 4            | Japonica Polonica Fantastica                                    |
| X                              | 18           | Japonica Polonica Fantastica                                    |
| Card Captor Sakura             | 12           | Waneko (pierwszy tom także opublikowany w odcinkach w MangaMix) |
| Magic Knight Rayearth          | 6            | Waneko                                                          |
| Kobato.                        | 6            | Japonica Polonica Fantastica                                    |
| Opowieści o Białej Księżniczce | 1            | Waneko                                                          |
| RG Veda                        | 5            | Japonica Polonica Fantastica                                    |
| Tokyo Babylon                  | 3            | Japonica Polonica Fantastica                                    |

### Artbook
| Nazwa                  | Wydawnictwo                  |
| ---------------------- | ---------------------------- |
| Chobits Your Eyes Only | Japonica Polonica Fantastica |